# L'uomo di Budapest
L'uomo di Budapest è un film ungherese del 2004 diretto dalla regista ungherese Márta Mészáros, incentrato sulla vita del primo ministro Imre Nagy durante la Rivoluzione ungherese del 1956 basandosi sul diario dello stesso Nagy, sulle memorie di sua figlia e su documenti originali.

## Trama
La storia di Imre Nagy, primo ministro e sostenitore della democrazia multipartitica, il primo leader comunista che divenne simbolo della rivoluzione nazionale. Quando le truppe iniziarono l'assedio di Budapest il 4 novembre 1956, Nagy accetta asilo dall'ambasciata jugoslava ma viene poi rapito per essere portato in Romania e vivere liberamente. Nel 1957 Nagy viene però riportato in Ungheria, imprigionato in condizioni disumane per 14 mesi e sottoposto a interrogatori estenuanti.